# 1653 Яхонтовія
1653 Яхонтовія (1653 Yakhontovia) — астероїд головного поясу, відкритий 30 серпня 1937 року.
Тіссеранів параметр щодо Юпітера — 3,330.
Названо на честь Наталії Сергіївни Самойлової-Яхонтової (1896–1994) — радянського і російського астронома, випускниці Харківського університету.